# 대상초등학교
대상초등학교는 대한민국 부산광역시 강서구에 있는 공립 초등학교이다.

## 학교 연혁
- 1908년 5월 1일 낙동공립심상소학교 개교
- 1945년 11월 1일 해방 후 낙동공립국민학교(5학급)로 재개교
- 1946년 6월 10일 대상공립국민학교로 개칭
- 1978년 2월 15일 부산시로 편입
- 1987년 3월 31일 다목적 교실(강당) 준공
- 1996년 3월 1일 대상초등학교로 개칭
- 2001년 11월 3일 대상 어린이 방송국 개국
- 2007년 5월 30일 교재 생물원 완성

## 참고 자료
- 대상초등학교 - 한국교육학술정보원 학교알리미